# Острови Борромео

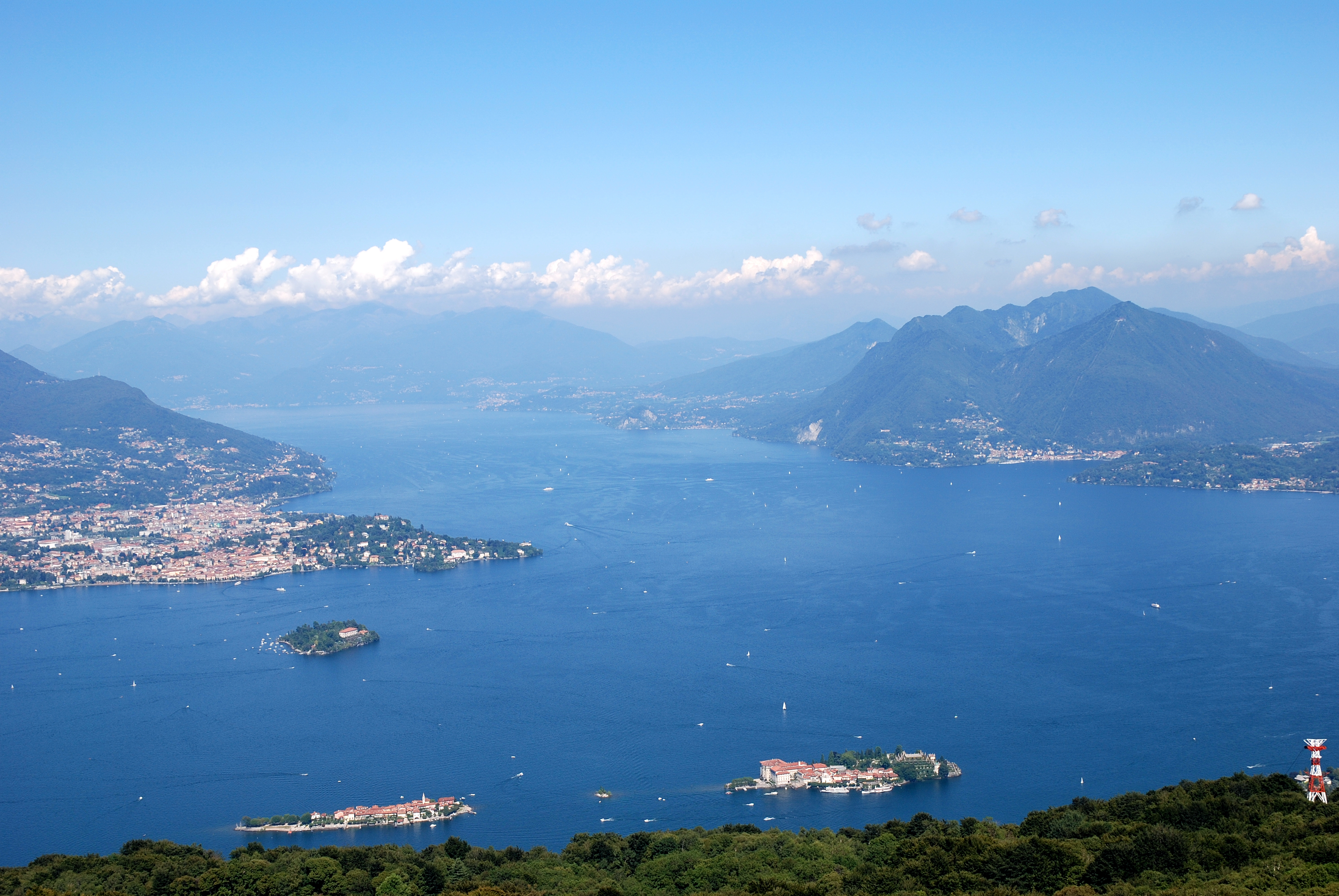
Острови Борромео

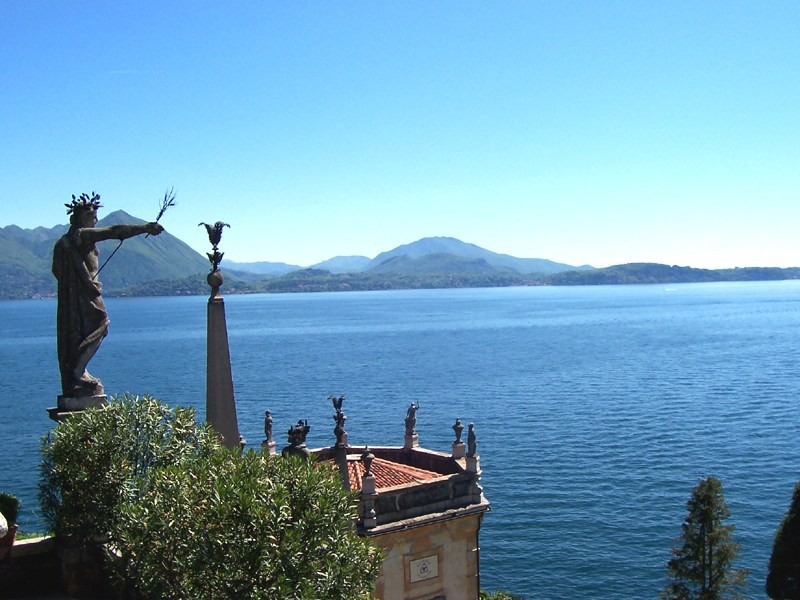
Панорама з островів на Стрезу

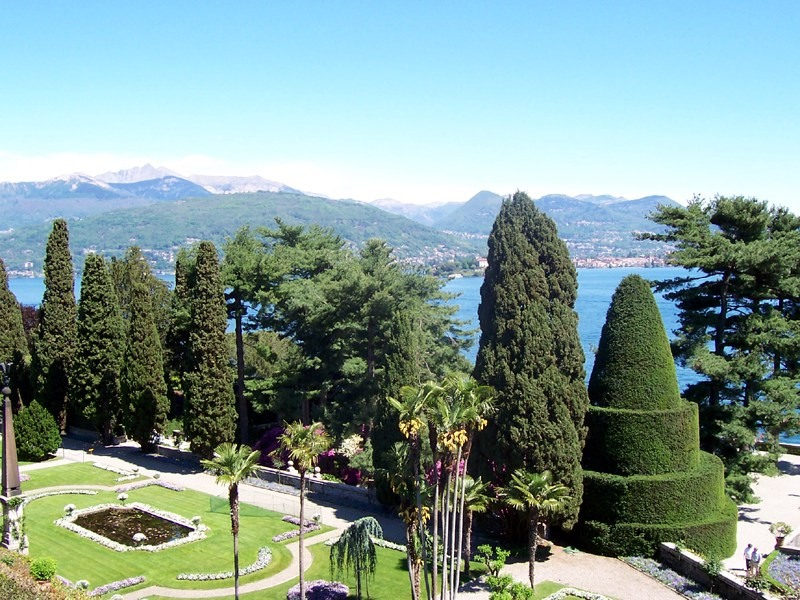
Сади о. Белла

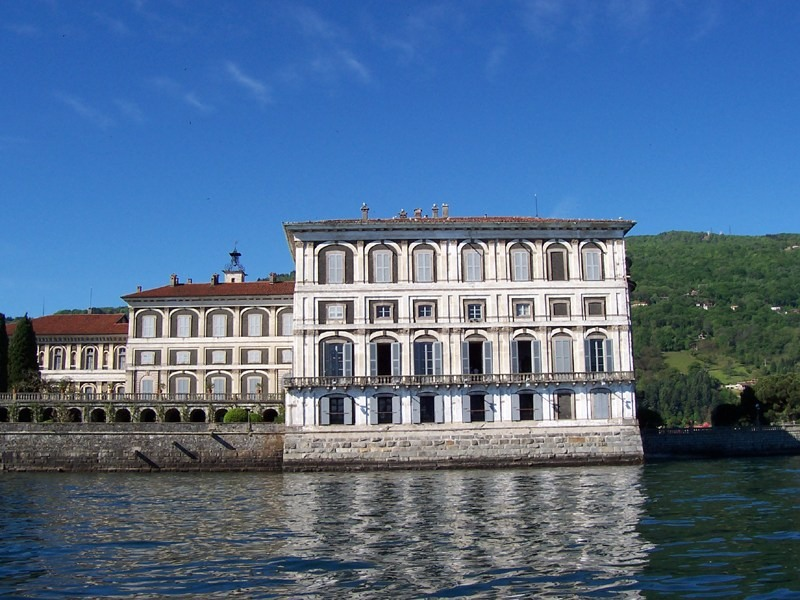
Палац Борромео на о. Белла

Острови Борромео, або Борромейські острови — (англ. Borromean Islands; італ. Isole Borromee) — група з п'яти островів, розташована в західній частині озера Маджоре (Італія) в затоці Борромео між Вербанією (північ) і Стрезою (південь). Загальна площа островів — 50 акрів (20 га), вони є однією з основних місцевих туристичних атракцій завдяки своїй мальовничості.
Їхня назва походить від сім'ї Борромео, яка на початку 16 ст. «придбала» острів Мадре (а згодом і решту), а на сьогодні володіє деякими з них (острови Мадре, Белла, Сан-Джованні).
- Острів Белла (з іт. Isola Bella, «красивий острів») — створений графом Борромео на голій неродючій скелі і названий на честь коханої дружини Ізабелли, графині Борромео. Після підготовчих робіт по озелененню та розбудові острова, здійснених Карло III у період 1629—1652 р., його син Віталіан VI побудував тут привабливий літній палац Борромео і террасований дивовижний сад (завізши для цього велику кількість ґрунту на безплідну скелю). Палац прикрашений картинами ломбардських художників та фламандськими гобеленами.

- Острів Мадре (з іт. Isola Madre, «острів Матір») — найбільший з островів, також приваблює своїми садами в англійському стилі (1823 р).

- Острів Рибалок (з іт. Isola dei Pescatori) або Isola Superiore — тепер єдиний населений острів в архіпелазі. Це рибальське селище в 1971 році мало населення 208 осіб.

- Острівець Сан-Джованні (з іт. Isolino di San Giovanni) — розташований неподалік Палланци (Вербанія).

- Риф Мальґера (з іт. Scoglio della Malghera) — крихітна безлюдна скеля площею всього 200 квадратних метрів, знаходиться між о. Белла і о. Рибалок.[1]

45°54′28″ пн. ш. 8°32′19″ сх. д. / 45.90778° пн. ш. 8.53861° сх. д.

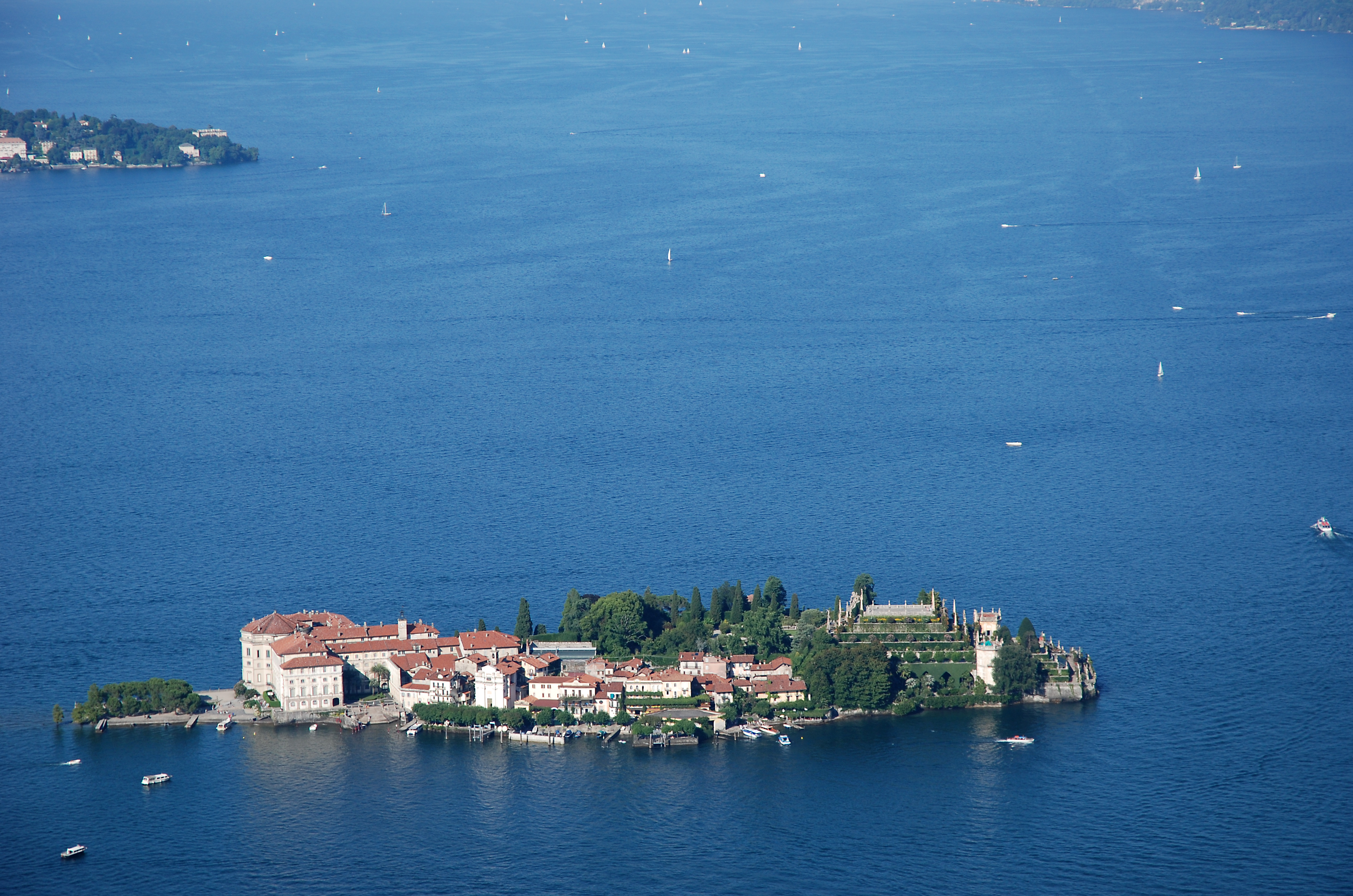
Острів Белла (згори)
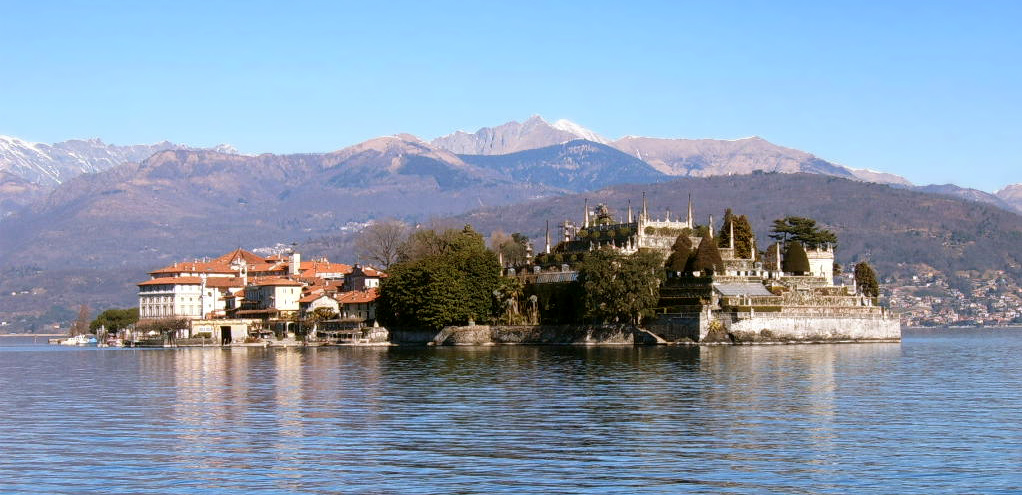
Острів Белла
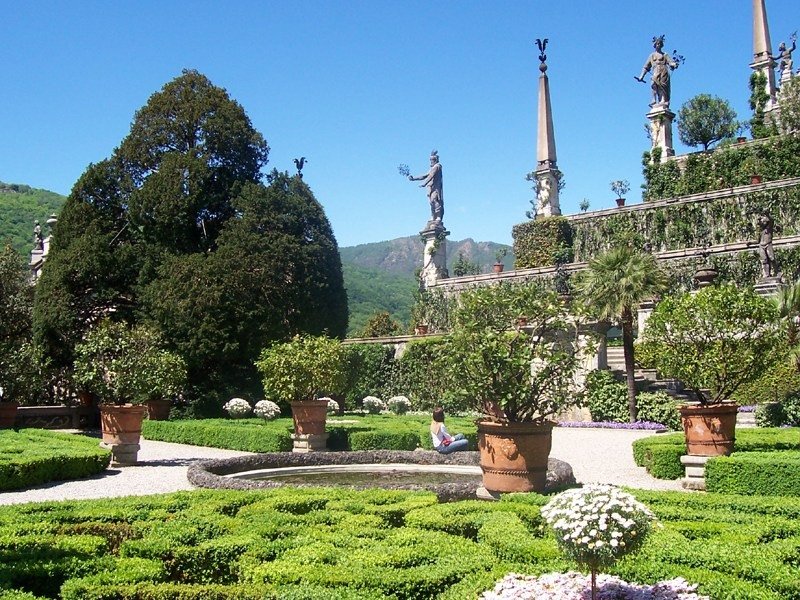
Терасований сад о. Белла

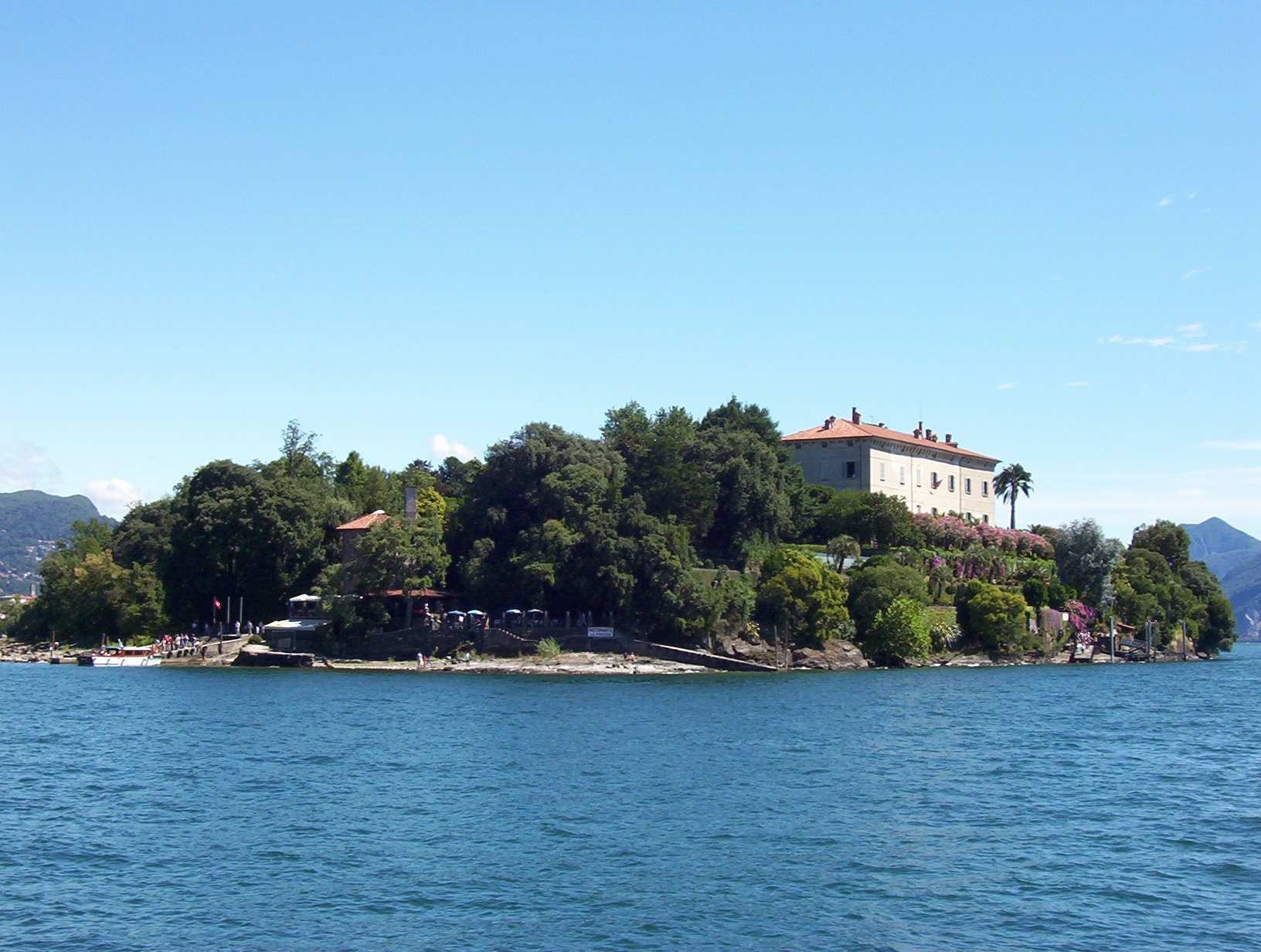
Острів Мадре
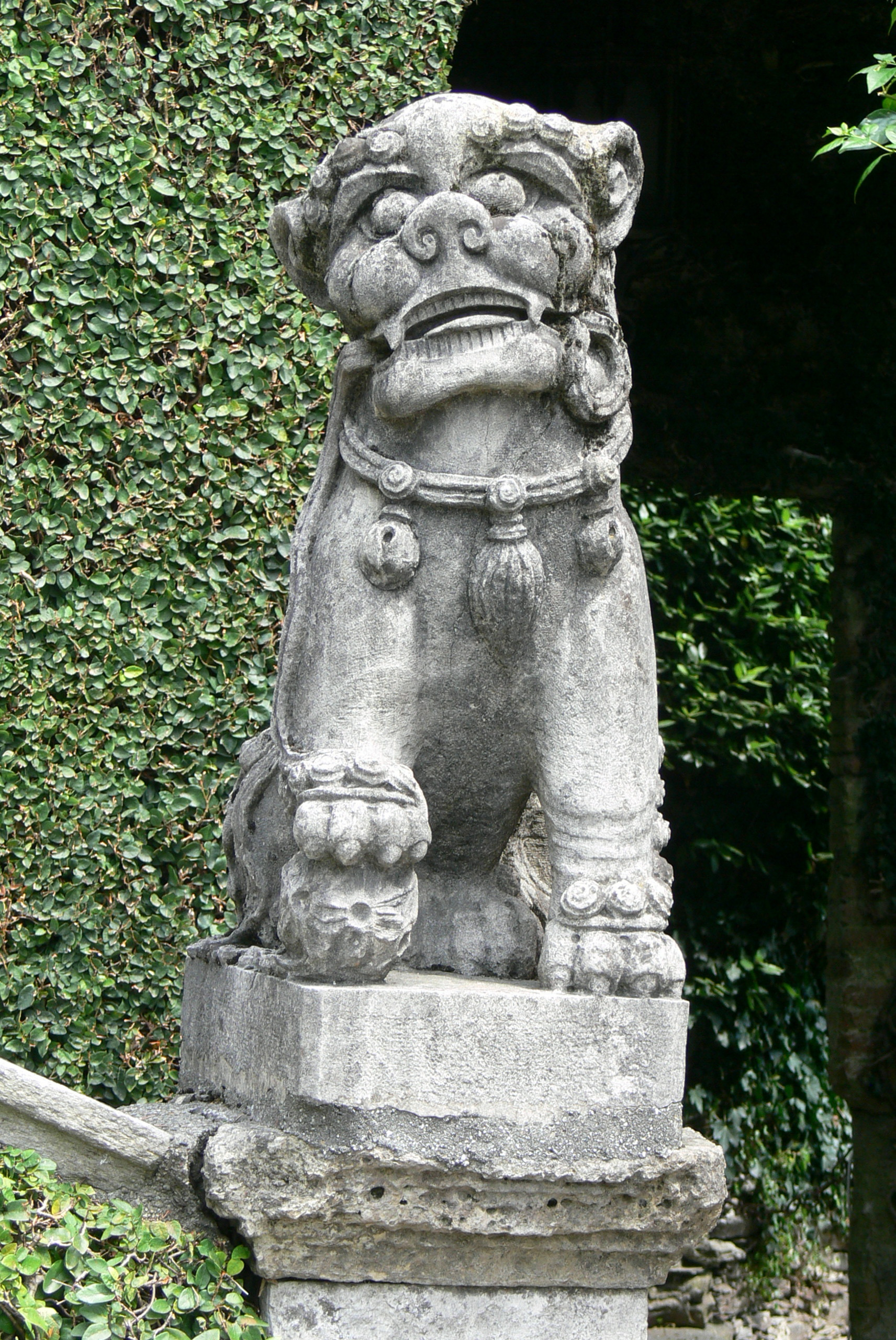
Острів Мадре -китайський лев
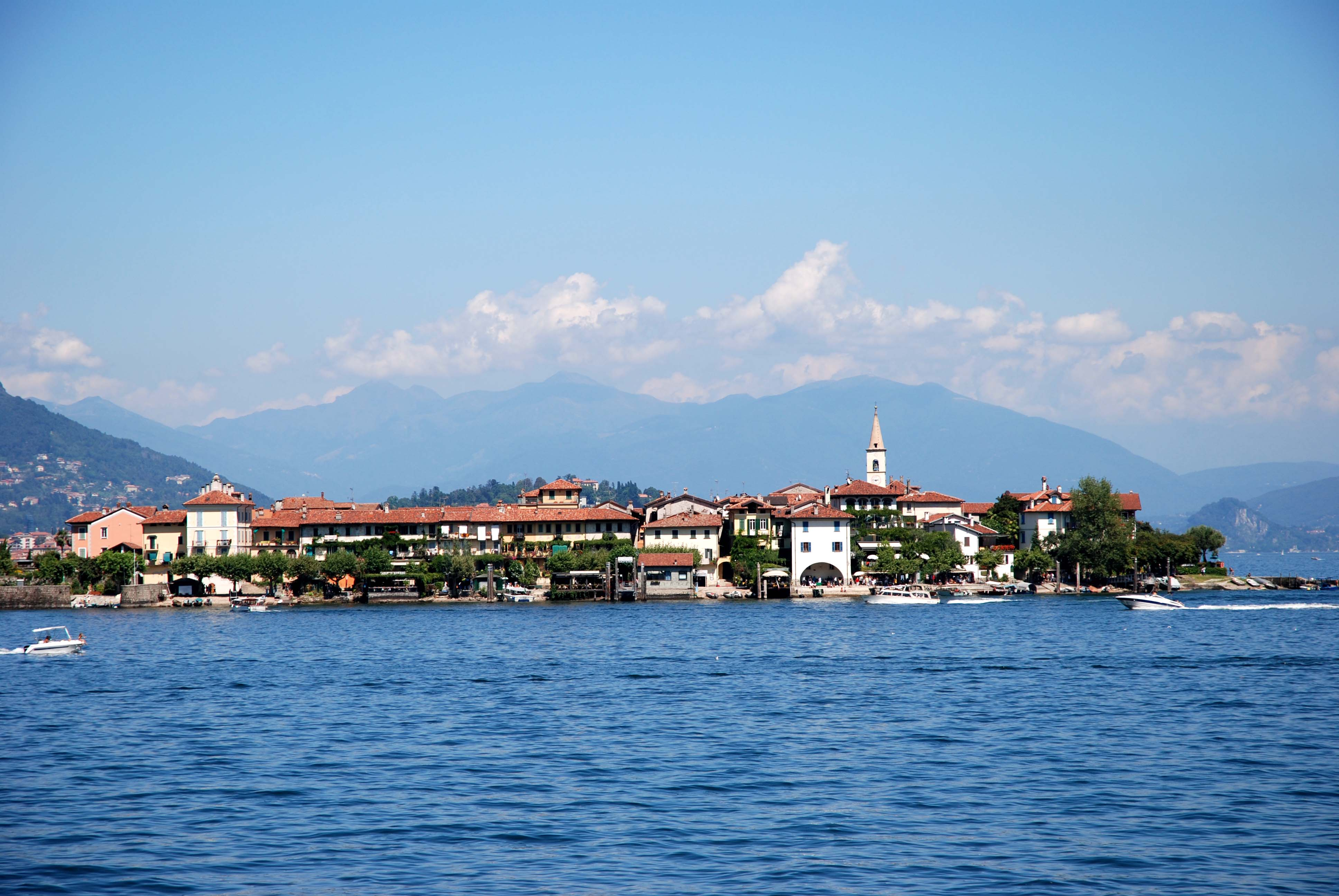
Острів Рибалок

| Острів Острівець Риф   | площа (га) | жителі | комуна             |
| ---------------------- | ---------- | ------ | ------------------ |
| Острів Мадре           | 7,8        | -      | Стреза             |
| Острів Белла           | 6,4        | -      | Стреза             |
| Острівець Сан Джованні | 0,4        | -      | Вербанія, Палланца |
| Острів Рибалок         | 3,4        | 208    | Стреза             |
| Риф Мальґера           | 0,02       | -      | Стреза             |
| Острови Борромео       | 18         | 208    | Стреза/Вербанія    |